# 고대 로마의 교육
로마의 교육은 그리스 식민지 시대에서부터 로마 제국이 서로마 제국과 동로마 제국으로 분열될 때까지 이루어진 교육활동을 의미한다. 로마의 교육은 그리스의 교육에서부터 유래하였지만, 그리스의 교육과 그 양상이 상이했다. 그리스의 교육이 이상주의를 기반으로 하여 철학을 중시한 반면, 로마의 교육은 실용주의를 기반으로 했기 때문에 문학과 웅변교육을 중시하였다.
로마의 교육은 크게 공화정 시기와 제정 시기로 나뉜다. 공화정 시기 초기의 교육에는 로마적인 색채가 짙었지만, 그리스의 문이 유입된 이후 로마의 교육은 그리스의 영향을 받게 되었다. 하지만 로마인들은 그리스의 교육 문화를 그대로 받아들이기 보다는 로마인들의 실정에 맞게끔 변형하였다. 로마의 교육에 그리스의 교육이 미친 영향은 학교교육으로 드러났다. 그리스 문물의 영향으로 로마 공화정 시기 교육의 중심이 가정에서 학교로 넘어가게 되었다. 공화정 말기에는 초등학교는 루두스, 중등학교는 문법학교, 고등교육기관은 수사학학교로 체계화되었다.
제정 시기에는 원래 사립이었던 학교가 국공립으로 전환되어갔다. 국가와 지역자치정부가 직접 학교를 설립하게 되었으며, 이로 인해 로마 제국 전역에 수많은 학교가 설립되게 되었다. 로마 제국 후기에 사회가 문란해지면서 로마 제국의 전통사상은 그 존립기반을 상실하게 되었다. 로마 제국의 전통사상이 사상계의 주도적 위치에서 사라짐에 따라 기독교 윤리관이 사상계에서 주도적인 위치를 차지하게 되었다. 이에 따라 로마 제국의 학교는 이교도로 치부되어 그 권위와 위상이 크게 약화되었다.

## 공화정 시기의 교육

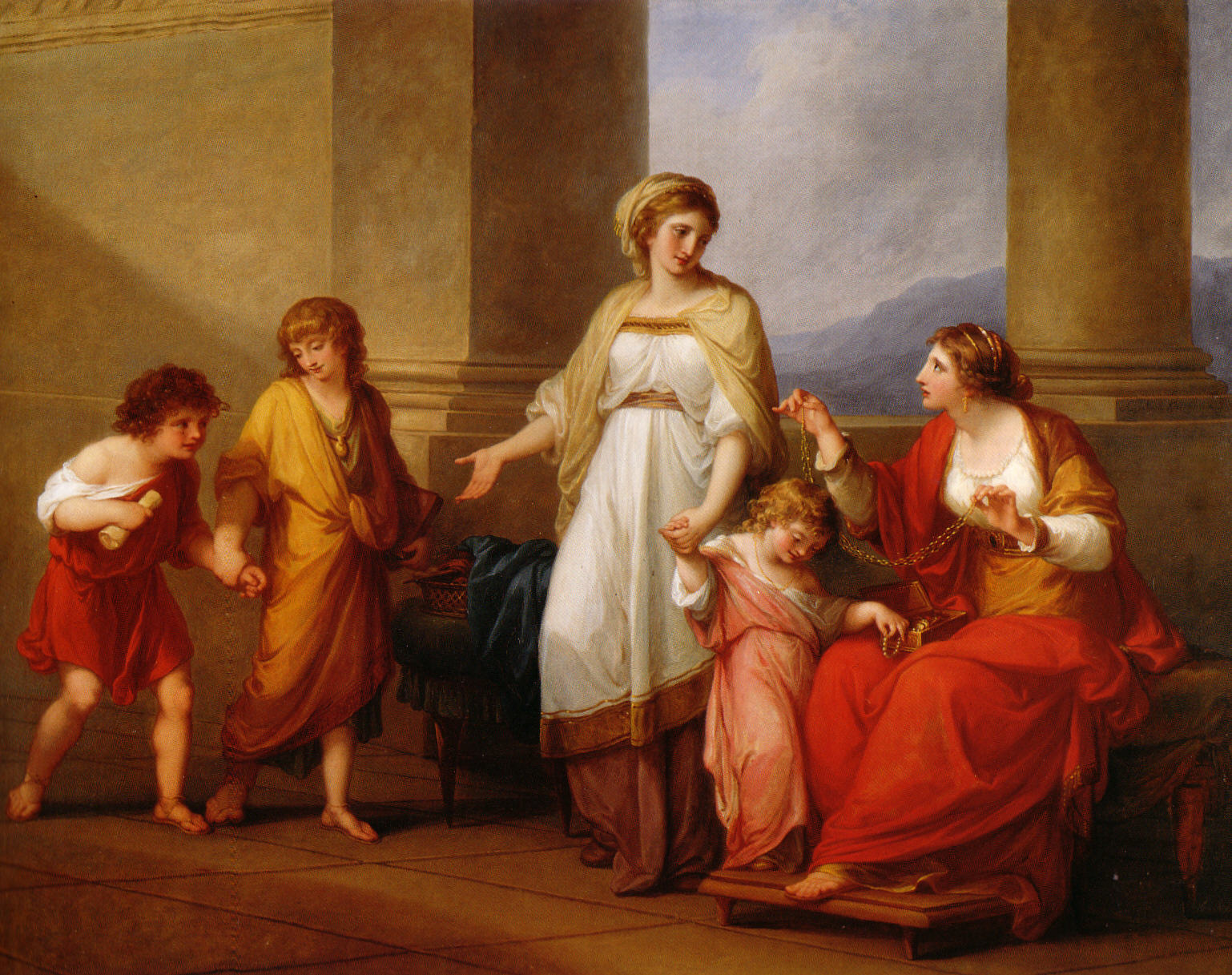
로마 공화정 시기의 가정에서의 교육.

기원전 3세기 이전의 로마 교육에 대해서 알려져 있는 것은 거의 없다. 로마의 문자는 일찍이 대 그리스 제국이 이탈리아반도 남부에 건설한 식민지로부터 유래했으며, 기원전 4세기경에는 이미 로마의 특정 계급 사이에는 읽고 쓰는 능력이 보편화되어 있었다. 이러한 점들로 보아, 공화정 초기부터 어떤 종류의 것이든 명확한 형태의 교육이 아동들에게 행해지고 있었음을 알 수 있다.
로마의 저명한 사학자인 티투스 리비우스의 《로마사》의 교육편에 의하면 공화정 초기에 초등학교인 루두스[rudus]가 널리 분포되어 있다고 기술되어 있지만, 진위를 의심하는 견해가 많다. 사실, 이 시기에도 그리스와 같이 문법교사[grammatistes]가 사설 초등학교에서 읽기와 쓰기를 교수하는 것이 불가능 한 것은 아니지만, 여러 정황들로 볼 때 이 시기의 교육의 중심은 가정이었던 것으로 여겨진다. 공화정 초기 교육의 대부분이, 대부분의 아이에게의 교육이, 가정에서 이루어졌으며 루두스에서의 교육은 그 어원에서도 볼 수 있는 바처럼 가정에서의 교육을 보조하는 것에 불과했다. 아이들은 가정에서 ‘올바른 행동(德; virtus)’과 ‘사회적 의무감(敬; pietas)’을 배웠다. 아이들의 교사는 아버지와 어머니였으며, 어머니는 주로 양육(educatio)과 같은 일반적인 훈육을, 아버지는 교설(敎說; doctrina)이라 불린 지적 교육을 담당하였다.
아래 키케로의 연설은 이 시기 로마의 여성들의 지적 수준이 매우 높았음을 나타낸다.
| “ | non tam in gremio educatos quam sermone matris 교사의 가슴에서보다는 어머니의 말씀에서 배웠다. | ” |

분명, 이 가정에서 받는 교육의 질은 부모 자신이 어떤 교육을 받았느가에 달려있었을 것이다. 이 시기의 저명한 정치가인 카토가 자신의 아들에게 실시한 교육을 통해 이 시기의 가정 교육이 어떻게 이루어졌는지를 알 수 있다. 플루타르코스는 「카토전」에서 카토의 교육방침에 대해 아래와 같이 기술하고 있다.
| “ | 그의 아들의 이해력이 발현되자 카토는, 킬로라는 훌륭한 문법교사를 노예로 데리고 있었지만, 자신의 아들을 가르치는 교사의 직분을 친히 떠맡아서 그의 아들과 함께 아들의 동료 몇 명을 가르쳤다. 이러한 가르침을 하는 카토는 “어쩌다가 나의 아들이 공부를 잘 하지 못하는 경우에 노예에게 야단을 맞는다던지 귀를 비틀리는 것을 참을 수 없고, 또 나의 아들을 교육하기 위하여 그렇게 미천한 사람에게 신세를 진다는 것은 용납할 수 없다.”라고 말하였다. 그리하여 카토는 그 아이에게 글자를 가르치고 법률을 설명해 주고 신체의 단련을 시켜주었다. 그는 창전지기와 육박전을 가르쳤을 뿐만 아니라, 말 타기와 권투, 심한 더위와 추위를 견디는 것과 물살 센 강을 헤험쳐 건너는 것도 가르쳤다. 카토는 자신의 아들의 교육을 위해 자신의 손으로 직접 역사책을 써서 아들이 집을 떠나 이리저리 부산하게 쫓아 다니지 않고도 옛날 로마인들의 위대한 행적과 로마의 풍속에 대한 지식을 습득할 수 있도록 하였다. 그는 아들의 앞에서 언행을 극도로 주의하였으며, 이런 식으로 하여 카토는 자신의 아들을 덕 있는 사람으로 만들었으니 매우 훌륭한 일이라 하겠다. | ” |

위의 플루타르코스의 저술에 나온 카토의 아들이 아버지 카토에게서 배운 것은 그 당시 그리스 교육의 수준에 비해 수준이 낮은, 비교적 미개한 것들이었다. 사실 그 내용들은 일반적 성격으로 보아 스파르타나 초기 유태 교육의 표준적 교육 내용과 유사하다. 즉, 이 시기의 교육은 글자를 읽는 것과 군인 생활에 필요한 신체 훈련, 법률을 공부하도록 돕는 것이었던 것이다. 특히, 법률 교육의 내용이었던 12표법은 그 법이 제정된 직후부터 모든 아이들이 로마의 조상을 찬양하는 난폭하고 호전적인 노래를 암송하듯이 반드시 암송해야 했다. 법률 공부를 포함에 이외의 영역에는 로마 민족의 역사와 관례에 대한 학습이 포함되어 있었다.
기원전 250년 이전의 로마 교육은 매우 실제적인 성격을 띠고 있었다. 이 시기의 교육은 귀로 듣는 것 못지않게 눈으로 보는 것도 중요한 교육이었다. 이 시기의 젊은이들은 연장자들이 하는 일들을 주의깊게 살펴보면서 자신이 하게 될 일과 다음 세대에게 모범을 보여야 할 사항들에 대해 배웠다. 가문이 좋은 로마 사람에게 주된 관심은 전쟁과 정치였으며 삶을 살아가는 데 직접 관련되지 않는 지식에 대해서는 크게 관심을 보이지 않았다. 카토는 당시 로마에 유입되기 시작한 그리스 학문에 대한 영향을 물리치기 위해 아동교육에 대한 책을 썼는데, 그 책의 내용은 웅변술, 의술, 농사이론, 전쟁, 법률 등 실제적 기술에 국한되어 있을 뿐 철학과 같은 형이상학적 내용은 담고 있지 않다. 카토의 말에 의하면 “훌륭한 시민에게는 실제적 지식 이외의 그 어떤 지식도 필요하지 아니하다.”
기원전 3세기 중엽부터 기원전 2세기 말까지 로마에 ‘그리스에서 로마로 대홍수처럼 밀어닥친’ 문화가 카토와 같은 당시의 보수적 저명인사들의 완강한 반대에도 불구하고, 로마의 전통문화를 압도해나갔다. 당시 시대는 변화를 열망하고 있었던 것이다. 기원전 202년 카르타고를 정복한 로마는 피할 수 없는 역사적 운명에 휘말려 동방 여러 나라와의 연속적인 분쟁에 직면했지만, 지중해 제1의 강국으로 성장하였다. 이러한 로마는 당시 문명 세계의 절반 이상이 사용하는 그리스어에 대한 지식을 포함하도록 그 나라 국민의 교육을 넓게 확장할 절실한 필요성을 느끼고 있었다. 그리스인들은 그들의 정복자인 로마에게 기꺼이 봉사하였다. 문법학, 수사학, 철학, 예술 등 온갖 분야의 그리스인 교사들이 로마로 몰려들어 로마인에게 다양한 교육을 제공하였다.

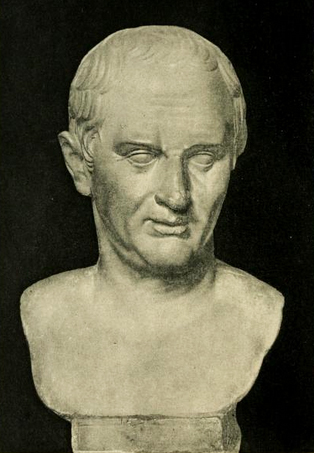
로마 공화정 시기의 교육에 지대한 영향을 미친 정치가 키케로

그러나 그리스인과 그들의 학문에 대한 로마인들의 호의는 무차별적인 것은 아니었다. 그리스인의 학문에는 매력을 느끼는 사람들 조차도 그리스인의 기질이나 성격에는 경멸하는 태도를 가지고 있어서 그리스의 것이라고 해서 무엇이든지 맹목적으로 받아들이려고 하지는 않았다. 로마인들은 구체적인 이득으로 직결되지 않는 그리스의 추상적인 학문에는 거의 관심을 기울이지 않았으며, 철학의 경우에도 스토아 철학이 로마인의 삶의 태도와 일맥상통하는 근엄한 도덕성과 세계 질서에 대한 신념을 표방한다도 하여 스토아 철학만을 받아들였을 뿐이다. 한편, 로마인들은 문법학과 수사학에 매우 열성적인 열의를 보였으며, 이것을 로마의 고등교육의 근간으로 삼았다.
로마 공화정 시기에 그리스 교육방법이 도입된 과정은 크게 세 단계로 구분된다. 먼저, 첫째 단계는 기원전 272년 타렌툼(Tarentum, Τάρας)의 함락으로 많은 그리스 시민들이 노예로 전락하여 로마로 송치되었던 때로부터 시작된다. 그 노예들의 상당수는 고등교육까지 받은 사람들로서, 그들을 데려간 주인의 가정교사로서 복무하였다. 이러한 가정교사노예 중 가장 잘 알려진 인물은 리비우스 안드로니쿠스였다. 안드로니쿠스는 자신의 학생들을 가르치기 위해 오디세이를 라틴어로 번역하였는데, 이 라틴어 번역본은 이후 수백년간 로마 학교의 주된 교재로 사용되었다. 그의 이러한 업적으로 인해 기원전 240년경 그는 노예에서 해방되었고 기원전 203년 숨을 거둘 때까지 교사와 시인으로서 대단한 명성을 누렸다. 로마의 저명한 사학자 수에토니우스가 쓴 《저명한 문법학자들의 생애》에 안드로니쿠스와 함께 등장하는 또 하나의 유명 교사노예는 엔니우스이다. 수에토니우스의 책에서는 안드로니쿠스와 엔니우스를 모두 문법학자라고 소개하긴 했지만, 당시 실제로 ‘문법’을 가르치는 학교와 교사는 존재하지는 않았다. 플루타르코스의 책에 의하면, 기원전 3세기 중엽 스루리우스 카르빌리우스가 ‘문법학교’를 세웠다는 말이 나오지만, 이 학교는 명칭만 문법학교일 뿐 초등학교인 루두스와 같은 학교였다.
둘째 시기는 로마에서 그리스에 대한 것에 대한 반발이 고조되던 시기였다. 기원전 190년경 로마에는 주로 정치적 문제 때문에 그리스에 대한 것이면 무엇이든 날카롭게 반발하는 경향이 일어났다. 교육계에서의 이러한 로마인의 시각은 플루타르코스의 카토에 대한 저술에서도 드러나지만, 그리스인 교사의 활동을 저지하기 위한 원로원의 여러 조치에서도 알 수 있다. 기원전 173년에는 ‘철학의 교리를 전파한다’라는 이유로 에피쿠로스 학파 출신의 교사가 추방당했으며, 기원전 161년에 원로원은 로마에는 단 한 명의 철학자나 수사학자가 있을 수 없다는 칙령을 선포하기에 이른다.
세째 시기는 둘째 시기에 고조된 반그리스적 경향이 크게 와해되는 시기였다. 안드로니쿠스와 엔니우스로부터 시작한 라틴 문학은, 그것이 그리스의 문학을 번역한 것이거나 모방한 것이거나 간에, 그 규모가 점차 증대되어 갔다. 기원전 2세기 중엽에 이르러서는, 상류계급의 수많은 인사들이 문학의 가치에 대해 인식하게 되었으며, 결국에는 공공권력의 인준도 거치지 않고 ‘문법학교’가 설립되기에 이르렀다. 수에토니우스에 의하면 ‘문법학교’는 기원전 167년 그리스의 페르가모스 학교(Pergamos school)의 교장 크라데스(Crates of Mallus)가 로마 방문 중 다리를 다쳐 로마에 체류하면서 강의를 한 것으로부터 시작되었다. 문법학교가 생긴 초기에는 주로 그리스 문학을 교육했지만, 얼마 지나지 않아 상황이 바뀌게 되었다. 로마의 훌륭한 것을 최대한으로 살려 교육해야 한다는 인식이 확산된 것이다. 키케로는 자신의 저서인 《국가론(De republica)》에서 다음과 같이 썼다.
| “ | 내 말을 들으시오, 나는 그리스의 문물에 대해 완전히 무식한 사람은 아니오. 그러나 나는 우리 로마의 전통보다 그리스의 문물을 더 숭상할 생각이 없소. 나는 아버지의 덕택에 자유교육을 받았고 어렸을 때부터 내 스스로 열심히 공부하였소. 그렇기는 해도, 내가 오늘날의 나로 된 데에는 경험과 가정교육이 책보다 훨씬 더 큰 도움이 되었소. | ” |

기원전 1세기 초엽, 로마의 학식있는 기사인 스틸로(Lucius Aelius Stilo Praeconinus)가 최초의 라틴어 문법학교를 세운 것이라든지, 기원전 92년에, 국가기관에 의해 유해한 혁신이라는 이유로 검열관[Censor]의 제재를 받았지만 라틴어 수사학 학교를 세운 것은, 형태는 다르지만 위의 키케로와 같은 정신을 표현한 것이다. 이 때부터 시작하여 라틴 문학과 수사학은 그리스어와 병행하여 교육되게 되었고 점차 라틴계열의 비중이 커져갔다.
로마 공화정 초기의 학교가 조직과 체계를 갖춘것은 아니었다. 학교에서 가르치는 내용은 학교급별로 중복이 있었다. 초등학교인 루두스 중에도 문학교육을 하는 곳이 있는가 하면, 심지어 기원전 1세기 말이 되도록 문법학교에서 수사학의 고급과정을 교수하는 경우도 있었다. 이러한 상황은 교육행정이 확립되면서 시정되어 갔다. 루두스가 초등학교, 문법학교가 중등학교, 수사학학교가 고등교육기관으로 정립되었다. 이러한 조직과 배열은 기원전 1세기 중엽부터 비잔티움 제국기까지 이어졌다. 이 시기의 교육단계에 대해서는 아풀레이우스가 쓴 《화사집(花詞集; Florida)》에서 상세히 알 수 있다.
| “ | 식사를 할 때, 첫 잔은 목을 축이기 위한 것이요, 둘째 잔은 흥을 돋우기 위한 것이요, 셋째 잔은 관능을 위한 것이요, 넷째 잔은 광란을 위한 것이다. 이와는 달리, 뮤즈의 향연(교육)에서는 술잔이 거듭 될수록 영혼은 점점 더 지혜와 명철을 얻는다. 첫째 잔은 문자교사[littertator]가 주는 잔으로서 우리 마음의 조잡함을 없애주며, 그 다음 문법교사[grammaticus]가 주는 둘째 잔은 우리를 학문으로 장식시켜 주고, 마지막으로 수사학 교사[rhetor]가 주는 잔은 우리에게 웅변을 가져다 준다. | ” |

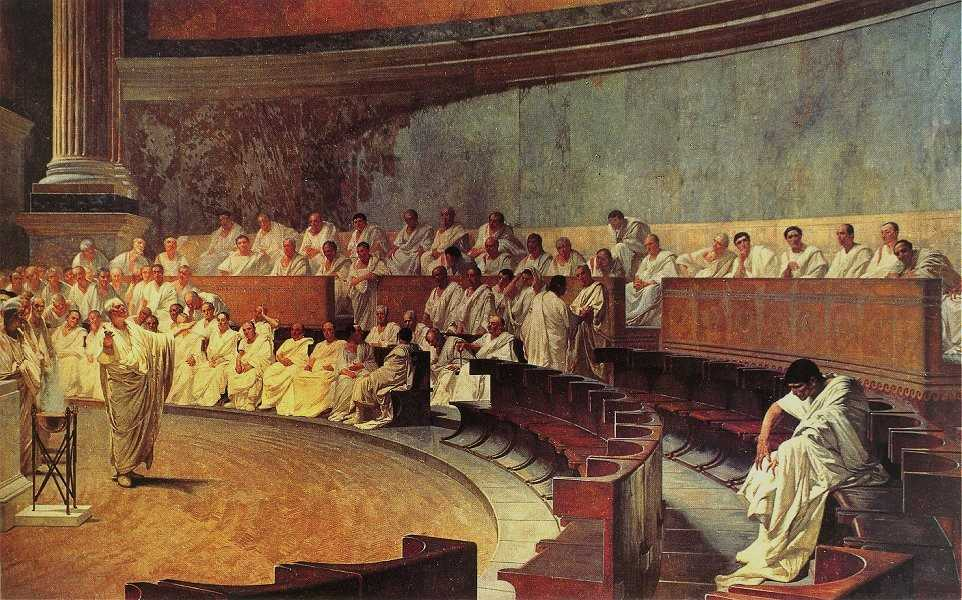
로마 공화정 시기 교육에서의 최종적 목표는 유능한 정치가와 행정가를 양성하는 것이었다.

문자교사[littertator]가 있는 학교는 로마 초창기 때부터 있었던 루두스(초등학교)였다. 루두스에는 직위와 계급을 불문하고 모든 남녀 아이들이 6-7세 때부터 페다고그(pedagogue)의 보호를 받으며 등하교했다. 루두스에서 배우는 내용은 읽기와 쓰기, 셈하기에 국한되었으며, 수업의 질도 일반적으로 그렇게 높지 않았다. 문자교사는 크게 존경을 받지 못했으며, 보수도 낮았다.
상류계급의 남자 아이는 12-13세쯤에 문법교사가 있는 학교인 ‘문법학교’에 가서 ‘문법’공부를 시작한다. 여자 아이가 초등 이상의 교육을 받으려고 하는 경우에는 가정에서 문법을 배웠다. 이 시대의 ‘문법’은 정확한 화술과 시인들의 작품에 대한 설명 모두를 포함하는 것으로, 현대적인 의미에서의 문법과 문학을 포괄하는 것이었다. 문법과 문학 중에 문법의 비중이 매우 높았으며, 학생들은 디오니시오스 트락스가 쓴 《그리스어 문법》또는 레이우스 팔라이몬(Remmius Palaemon)이 쓴 《라틴어 문법》을 교재로 사용하였다. 특히, 디오니시오스 트락스는 알렉산드리아의 저명한 문법학자인 아리스타르코스의 제자였으며, 그의 저서인 《그리스어 문법》은 1,300년대까지 중세 대학의 중요교재로 사용되었다. 문법을 공부하는 학생들은 격변화와 동사의 어미변화를 세밀하게 익혔고, 교사로부터 단어의 형식에 대해 여러 종류의 질문을 받으며 이에 답하고 동료들과 토론하였다. 문법의 중요한 사항을 익히고 나면, 문학공부가 시작되었다. 문학공부는 그리스 문학과 라틴 문학 중 하나를 배운 후에 다른 것을 배우는 형식으로 진행되었다. 시인의 작품이 문학교과의 주된 내용으로 되어 있었지만, 적어도 이론상으로는 완전한 문학공부를 하기 위해서는 산문 작가의 작품도 공부해야 한다는 인식이 널리 확산되어 있었다. 문학작품을 공부하는 방식은 매우 철저하였다. 먼저 낭독을 하면서 공부할 작품을 읽는다. 이 때 문법교사가 먼저 읽고 학생은 그것을 따라 읽는데, 이 때 억양과 고저장단에 세밀한 주의를 기울이면서 그 글의 의미에 해당하는 효과를 내는 데에 노력을 집중한다. 그 다음에는 구절에 대한 교사의 주석인 해설을 덧붙인다. 해설에는 어원이나 문법에 대한 특이사항을 설명하고 그 구절에 해당하는 역사, 신화, 철학, 과학의 내용을 덧붙인다. 교사가 이러한 내용을 이야기하면 학생은 그것을 필기해 두었다 반드시 암기해야 했다. 해설에 이어 비판이 이루어졌다. 이 비판의 과정은 알렉산드리아의 학자들이 행했던 것과 같은 과정이었는데, 택스트의 비평, 구절의 다양한 해석 방법에 대한 토론이 이어졌다. 그리고 마지막으로 학생들의 인식이 충분한 수준에 도달한 경우에는 ‘판정’을 한다. 여기서는 작가의 특징적인 기법에 대한 비판적 평가, 그의 장점과 단점에 대한 사정이 이루어지며 때로는 그 작가와 다른 작가의 비교도 이루어진다. 이러한 작가에 대한 탐구 이외에도 학생은 학습한 작품의 줄거리를 자신의 용어로 다시 풀어본다든지, 여러 가지 대안적 표현을 연습해 본다든지, 그리스어와 라틴어를 유창히 구사하기 위해 연습을 하는 등의 부가적 활동을 한다. 이러한 것들로 보면, 로마의 학생은 문법교사의 곁을 떠나 수사학 학교에 입학하기 이전까지 굉장한 양의 공부를 한 것이 자명하다. 문법학교에서 소년이 받은 교육은 일반 교양교육이었다.
16세쯤 되면 문법학교에서의 일반교육을 마친다. 이 과정을 마친 젊은이 중 정계 진출을 원하는 자는 ‘수사학 학교’에 입학한다. 이 학교에서 젊은이는 대중 연설의 기술을 연마한다. 수사학 학교에서는 아리스토텔레스의 수사학에서부터 시작하여 아리스토텔레스의 뒤를 이어받은 여러 학파의 학자들이 이뤄놓은 수사학의 이론을 배울 뿐만 아니라 웅변가가 사용하는 다양한 기법, 웅변가가 공공사무에 종사하는 동안에 다루어야 할 모든 주제까지도 배웠다. 교사의 감독 하에 젊은이는 일상의 사교생활과 정치활동에 필요한 다양한 형식의 웅변을 공부하고 연습했다. 이러한 것들을 교육하기 위한 수사학학교의 교육과정은 매우 치밀하게 조직되어 있었다. 이에 대해 쓴 키케로의 《웅변가론》을 연구한 줄리엥에 의하면, 수사학 학교에서의 ‘연습연설(declamation)’은 다음과 같은 과정을 통해 이루어졌다.
1. 찬양 ─ 특정한 말을 하거나 행적을 보인 인물을 찬양한다.
2. 석의(釋義) ─ 행위의 격률 이면에 들어있는 생각을 추출하여 길게 풀이한다.
3. 동기 ─ 그 생각의 근본이 되는 진리를 설명한다.
4. 검사 ─ 그 생각에 반대되는 견해와 거기서 따라오는 귀결을 조사한다.
5. 비교 ─ 두 경우의 정당성을 비교한다.
6. 예시 ─ 그 생각을 다른 위인의 경우에 비추어 예시한다.
7. 증거 ─ 그 생각의 타당성을 입증하는 옛날 작가를 원용한다.
8. 결론 ─ 대부분의 경우에 권유 또는 교훈에 해당하는 결론을 맺는다.

로마 공화정 시기의 교육은 그리스 교육에서 많은 부분을 가져왔지만, 많은 사항들에서 그리스의 교육과 차이를 보인다. 먼저, 학교 교과의 포괄성면에서 로마 교육은 그리스 교육에 비하여 그 폭이 좁았다. 문학과 웅변이 교육의 대부분을 차지하였고, 체육, 무용, 음악, 과학, 철학 등은 그 중요성이 현저하게 감소하였다. 문학과 웅변 이외의 교과들은 학생이 취미로 각자 배우는 것으로 되어 있었다. 그리스의 방법을 가장 많이 차용한 문학교육 분야는 로마의 실용주의적 입장에 입각해 있었다. 로마식 문학교육은 모든 종류의 지식과 기술을 선량한 시민과 훌륭한 웅변가를 만든다는 목적에 종속시켰으며, 문법학과 수사학을 그러한 목적을 달성하는 데 가장 중요한 것이라 보았다. 이 때문에 문법학과 수사학의 세부적인 기술적 측면을 지나치게 강조되는 경향이 초래되게 되었다.
로마 교육에서의 형식의 교조화는 많은 젊은이들이 그리스로 유학을 가게 하는 배경이 되었다. 이들은 그리스에서는 더 자유롭고 허용적인 분위기에서 학문 연구를 할 수 있다고 말하였다. 로마 교육에 이러한 결함이 있었다해도 로마의 교육은 조직과 제도의 정교성 면에서는 그리스의 교육을 능가했다. 로마인들은 가르칠 필요가 있다고 여겨지는 교과를 가르치는 방법에서는 고도의 기계적 완벽성을 달성하였다. 중세의 암흑시대가 지나면서 교육의 재건이 시작되었을 때 고전적 본보기로 그리스의 교육보다는 로마의 교육을 따른 것과 19세기에 이르기까지 분석적 방법에 의한 언어 교육이 유럽 학교를 독차지하다시키 한 것은 로마인들의 그러한 조직성 완벽성 때문이었다.

## 제정 시기의 교육

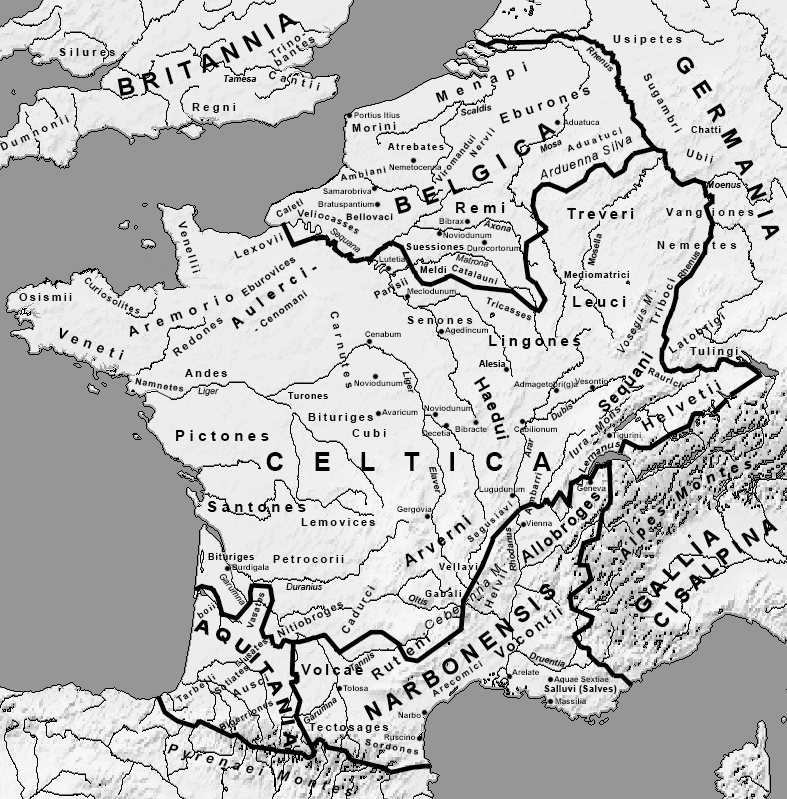
로마 제국의 통치 이전부터 전통적 교육이 행해졌던 갈리아 지방.

로마가 그 속국에 대한 지배를 확립하고 통치력을 유지하는 데에는 교육이 매우 중요한 역할을 하였다. 로마의 통치자들은 알렉산드로스 대왕의 정책을 본보기로 삼아 공화정 말기 때부터 속국의 신민들에게 로마의 제도와 문화를 이식하였다. 로마의 속주에는 수도 로마를 본딴 도시가 건설되어 속주의 행정과 통치의 중심지가 되었다. 로마 제국 전역의 곳곳에 수많은 문법학교와 수사학학교가 설립되었다.
카이사르의 기록에 의하면, 갈리아 지방에는 로마 정복 이전에도 드루이드 교파의 학교들이 이미 있어서 많은 젊은이들이 20세까지 그 교파와 관계되는 내용을 공부하고 있었다. 이러한 학교는 기원전 1세기 초 갈리아 지역이 로마의 영향권 하에 들어가면서 로마식의 학교로 대치되었다. 이러한 학교는 오툉(Autun), 리옹, 툴루즈, 님, 비엔나, 나르본, 마르세유와 같은 지역에서 번창하였다. 타키투스의 저술에 의하면, 영국을 정복한 아그리콜라(Gnaeus Julius Agricola)가 정복지에서 가장 먼저 한 것은 원주민의 기득권층에게 수사학을 가르치는 제도를 마련하는 것이었다. 아그리콜라의 이러한 조치로 인해 로마 문화에 대해 회의적인 태도를 갖고 있던 원주민들은 로마 문화를 주류 문화로 받아들이게 되었다. 이와 같은 ‘학교를 통한 로마화’는 로마 제국 전역에서 걸쳐 진행되어, 기원전 2세기 경에 이르러서는 로마의 학교가 보편화되었다. 심지어 로마 제국 말기 학문이 쇠퇴기에 접어든 시기에도 학교의 설립은 꾸준히 이어졌다.
한편, 로마 제국의 교육의 또 하나의 중요한 특징은 서로마 제국의 멸망까지 수많은 지역적 조건과 상황적 여건에도 불구하고 고도의 획일성을 유지했다는 것이다. 로마 제국 초기에 형성된 로마의 교육은 서로마 제국 멸망 때까지 실질적인 변화가 없이 고도의 안정성과 각 지역과 학교 간의 동질성을 유지하였다. 따라서 로마 제국기의 교육 문헌의 내용은 유사하며, 어떤 문헌을 참고하던지 로마 제국기 전반에 걸친 교육상황을 파악할 수 있다.
로마 제국기의 교육은 로마 가톨릭 교부인 아우구스티누스의 사례를 통해 알 수 있다. 아우구스티누스는 354년 아프리카 북부의 작은 도시에서 태어났으며, 자유민이었다. 그의 아버지 파트리키우스는 가난하면서도 아우구스티누스를 ‘초등교사(primus magister)’의 학교에 보냈다. 아우구스티누스는 그 학교에서 읽기, 쓰기, 셈하기 등을 배웠다. 아우구스티누스의 저술에 의하면, 학교에서 가장 먼저 한 것은 배우는 것이 아니라 교사에게 맞는 것이었다. 아래는 아우구스티누스의 《참회록》 중 그 일부이다.
| “ | 선생님들에게 복종하는 것이 소년기에 합당한 나의 의무라는 말을 들었을 때, 그리고 그 의무를 다하면 출세하여 웅변술로 이름을 날리고 그 결과 사람들 사이에 명성과 속임수로 찬 부를 누리게 된다는 말을 들었을 때, 나는 말할 수 없는 비애와 모멸감을 경험하였다. 그 후 나는 학교에 가서, 가련하게도, 도대체 어디에 쓰이는지 알 수 없는 것들을 공부하였다. 그래도, 내가 조금이라도 게으름을 피우면 나는 사정없이 매를 맞았다. | ” |

그는 첫 공부가 구미에 맞지 않았으며, 만일 교사들의 ‘고문’이 없었다면 그것들을 배우지 않았을 것이라고 솔직히 털어놓았다. 또, 아우구스티누스는 소년 시절부터 배운 그리스 문학에 대해서도 그리스어가 자신의 모국어가 아니었기 때문에 혐오감을 가졌다. 그가 학문을 진정으로 좋아하게 된 것은, 12세경인데, 문법학교에 들어가면서 부터이다. 아우구스티누스가 문법교사들에게서 배운 베르길리우스의 라틴 문학은 그에게 큰 즐거움을 주었다. 아우구스티누스는 문법학교에서의 학문의 즐거움을 다음과 같이 표현하고 있다.
| “ | “하나에다 하나를 더하면 둘이요, 둘에다 둘을 더하면 넷이요”라는 노래는 진절머리가 났지만, 무장한 군인을 가득 실은 목마, 불타는 트로이, 그리고 죽은 크레우사의 무시무시한 그림자는 이 뜬 구름 같은 세상의 가장 재미있는 광경이었다. | ” |

아우구스티누스는 문법학교를 졸업하고 나서 3년간 법정(法庭)수사학을 배웠다. 그는 나쁜 품행에도 불구하고 수사학학교에서 수석을 차지하였다. 20세에는 수사학 교사가 되어 철학과 자유교과를 공부하며 자신의 학문적 견문을 넓혔다. 아우구스티누스는 당시 교사의 도움이 없이는 이해지 못하는 도서로 여겨졌던 아리스토텔레스의 《범주들》을 독파할 정도로 학문적 깊이가 매우 깊었다.
아우구스티누스가 받은 교육에서 나타는 바와 같이 로마 제국 교육의 근반은 문학과 수사학의 철저한 훈련이었다. 특이한 점은, 아우구스티누스는 문학과 수사학의 학습을 어느정도 마친 뒤에 보통교과를 공부하였다는 것이다. 당시 보통교과는 정규학교에서 교육되는 것이 아니라, 특별한 교사 밑에서 도제식으로 배우거나 독학으로 공부하는 것이었다. 사실, 로마 제국의 여러 지역에서는 이러한 교과들을 상당히 다양하게 다루고 있었다. 아테네, 알렉산드리아, 로마 등의 전문적인 학문을 교수하는 여러 도시는 모두 문법(문학)과 수사학 교육을 실시하면서, 독자적으로 고급 과정의 특정 학문을 교육하였다.
로마 제국의 황제들은 수세기에 걸쳐 학교를 설립했으며, 특히 고등교육기관에 막대한 후원을 하였다. 교육에 대한 황제의 개입은 순수한 우호의 의미로 시작되기는 하였지만, 시간이 지날 수록 점차 국가의 통제의 의미를 갖게 되었다.

### 1세기의 교육
로마 공화정은 국가에 유해를 가져올 수 있는 교육을 제재하면서도 시민들이 자율적으로 후세를 교육할 수 있도록 하였고 학교에도 큰 관심을 갖지 않았다. 그러나 로마 제국기에 들어 지배권이 확장되면서 종래와는 다른 정책이 필요하게 되었다. 먼저, 카이사르는 자유학과를 가르치고 있는 로마 거주의 모든 외국인 교사들에게 시민권을 부여하는 특별 조치를 취하였다. 이어서 아우구스투스는 카이사르와 마찬가지로 학자들의 활동에 지대한 관심을 가졌으며, 로마에 최초의 공공도서관을 건립하여 학문을 장려하였다. 아우구스투스는 수도 로마에서 외국인을 추방하는 정책을 시행했는데, 교사만은 그 대상에서 예외로 하였다.
아우구스투스 이후의 황제들도 학문에 대한 일반적인 후원을 계속했지만, 학교의 조직을 정비하고 제도적으로 지원하기 위한 조치가 마련된 것은 베스파시아누스 치하에 이르러서였다. 베스파시아누스는 수도 로마의 ‘평화의 사원’에 고등교육기관이 설립되었을 때 도서관을 부설하여 주었고 교사 중 일부에게 ‘수석교사’지위를 부여하고 공무원으로 임명하였다. 퀸틸리아누스는 이 제도를 통해 로마 최초의 수석교사가 되었다. 아울러 라틴어 수사학의 수석교사들에게는 연봉 10만 세스테르티우스를 지급하고, 문법학자, 수사학자, 의사, 철학자들에게는 시민의 의무 중 일부를 면제해 주었다.
네르바와 트라야누스 치하에서는 장학금 제도가 출현 하게 되었다. 이 시기에는 이탈리아반도의 인구 감소를 억제하기 위하여 농민들에게 상당한 금액의 돈을 대출해주면서 거기서 나오는 이자로 기금을 마련해 5천명의 남녀학생들에게 교육비와 생활비를 지급하였다. 이러한 장학금 제도는 이후 황제들에 의해서도 계속 확대되어갔다.

### 2·3세기의 교육
아우구스투스 이후 2세기 초까지의 황제들의 교육진흥활동은 제국의 필요에 의한 명확한 인식이나 폭넓은 정책적 고려에서 기인한 것이 아닌 학문에 대한 개인적인 관심이나 시민들로부터 인기를 얻기 위한 목적으로 행해졌다. 그러나 2, 3세기의 황제들은 그러한 형태의 즉흥적이고 산발적인 교육정책을 지양하고 제국의 위용에 걸맞은 체계적인 교육정책을 시행하였다.
하드리아누스 황제는 ‘반(半) 그리스 황제’라는 별명을 얻을 정도로 그리스의 것이라면 열성을 보였다. 그의 교육정책은 그러한 그리스에 대한 관심으로부터 시작되었다. 하드리아누스 황제 치하에서 로마 제국 어디서나 교사들은 황제의 특별한 보호를 받았고, 선대의 황제들이 확립한 철학자와 교사에 대한 특권과 혜택을 공고히 하였다. 또한 그는 그리스 학자와 로마 학자들이 만나는 회합장소인 ‘아테네 관(館)’를 설립하였다. 이 기관은 이후 로마 고등교육의 중심지로 성장하였다. 하드리아누스 황제의 정책은 로마의 울타리를 넘어 알렉산드리아까지 퍼져나갔다. 알렉산드리아의 뮤제이온에 막대한 기금을 지원했으며 연구관을 파견하기도 하였다. 그러나 하드리아누스 황제가 지대한 관심을 가졌던 것은 아테네였다. 아테네에 수많은 학교의 건축을 지원하였으며 교원들에게 격려금을 지급하기도 하였다.
이러한 하드리아누스 황제의 교육정책은 안토니누스 황제에 의해 계승되어 발전되어 갔다. 안토니누스는 어느 선대의 어느 황제보다도 로마 제국에 가장 필요한 것이 무엇인지 인식하고 있었다. 그는 로마 제국 전역의 시(市) 당국에서 특별교사를 채용하고 급여를 지급하도록 하였다. 이러한 조치로 속주의 수도에는 의사 10인, 철학자[sophist] 5인, 문법학자 5인이, 법원[court]가 있을 정도의 대도시에는 의사 7인, 철학자 4인, 문법학자 5인이, 소도시에는 의사 5인, 철학자 3인, 문법학자 3인이 있게 되었다. 이 학자들의 급여를 시 당국이 지급할 경우 그 임면권은 시의회가 가졌지만, 시 당국이 급여를 지급할 여력이 되지 않아 중앙정부(황실)의 지원을 받으면 그 임면권은 황제가 가졌다.
안토니누스 황제를 이어 제위에 오른 마르쿠스 아우렐리우스 황제의 교육에 대한 기여는 앞의 두 황제보다는 작지만, 로마 교육의 향방을 향도했다는 점에서는 의의를 지닌다. 고명한 스토아 학파의 철학자이자 황제였던 아우렐리우스는 어린 시절부터 그리스 철학자들과 매우 가깝게 지냈으며 그런 만큼 그의 주된 관심사는 아테네의 학교였다. 그는 아테네의 아카데메이아, 뤼케이온, 스토아 학교, 에피쿠로스 학교에 발전기금을 하사하고 각 학교마다 수석교사와 웅변교사를 2인씩 두게 하였으며 그 급여를 지급하였다. 이러한 아우렐리우스의 사업을 통해 하드리아누스에서부터 시작된 아테네 학교에 대한 교육 사업은 아테네를 로마 최고의 ‘대학 도시’로 성장하도록 했다.
교육에 관심이 있는 황제의 연속적인 즉위는 로마를 포함한 그리스어 문화권 전체에 학문과 교육의 열기를 고조하였다. 그리스와 소아시아의 학교에는 학구열이 넘치는 학생들이 모여들었으며, 이러한 분위기는 세베루스 알렉산데르 황제가 세상을 떠날 때까지 계속 이어졌다. 그러나 이 로마 제국의 교육 부흥은 항구적인 의미를 가질 정도의 진지한 성과를 남기지는 못하였다. 로마 제국의 교육에서 가장 두드러지는 것은 말만 번지르르하게 하는 수사학이었다. 로마 제국의 수사학은 엄격한 검토를 거치는 웅변술과 다른 것으로 ‘아시아풍의 웅변’을 본딴 것이었다. 로마 제국 전 지역에서는 학자나 철학자가 아닌 수사학자나 궤변가 가 학교와 정계에서 전권을 장악하였다. 티레의 아드리아누스는 마르쿠스 아우렐리우스가 아테네의 수사학 수석교사로 임명한 인물이었는데 그가 로마에서 어떠한 대접을 받았는지를 보면 당시 형편이 어떠했는가를 알 수 있다.
| “ | 아드리아누스는 무슨 주술로 로마를 호렸는지, 그리스어를 전혀 알지 못하는 사람들조차도 그의 연설을 듣고 싶어 했다. 로마 사람들이 종교적 축제를 벌이고 있을 때, 사환 아이가 의장석 입구에 나타나 아드리아누스가 연설한다는 것을 알리기만 하면 원로원 의원이건 기사건 할 것 없이 모두 자리를 박차고 일어나서, 앞에서 느릿느릿 걸어가는 사람들을 야유해 가면서 곧장 아테네 관으로 달려가곤 했다. 그리스어로 교육받은 사람은 말할 것도 없고 로마에서 라틴어 교육만을 받은 사람들조차도 이 모양으로 미쳐있었다. | ” |

당연히 이러한 학문적 분위기 속에선 문학, 철학을 포함해 여러 학문 분야에서 실속 있는 지적 추구도 이뤄질 수 없었다. 순전히 말뿐인 언변을 최고의 이상으로 삼는 교육체제는 그것이 삶의 현실에서 멀리 떨어져 있다는 점과 그 자체의 모순점들 때문에 쇠퇴할 수 밖에 없었다.
이러한 형태의 타락한 교육이 만연한 로마 제국에 기독교가 퍼져나가면서 새로운 도덕적·지적 세력이 출현하고 있었다. 이 새로운 기독교 세력은 당시 이교도의 교육이었던 로마 제국의 교육이 진지한 성격을 가질 수 있는 전기를 마련하였고, 만일 로마 제국이 몰락하지 않았더라면 기독교 세력에 의해 로마의 학교와 교육은 개혁될 수 있었을 것이다. 1세기경의 기독교 신자는 대부분 가난하고 지식이 거의 없었다. 그러나 시간이 지나면서 사회적 지위가 낮은 사람에서부터 높은 사람에 이르기까지 수많은 사람들이 기독교 신앙을 갖게 되었고, 그 사람들 중에는 세속적 고등교육까지 받은 경우도 있었다. 이러한 사람들은 기독교 신앙을 소중히 여기기는 했지만, 그렇다고 하여 자녀가 이교도의 문화를 교육하는 학교에 가지 않아서 교육받지 않은 무식한 사람이 되는 것은 바라지 않았다. 사실 기독교도의 입장에서 문법과 수사학은 그 형식성과 가식으로 인해 비위가 거슬리는 경우가 있었으며, 기독교 정신과 정면으로 충돌하는 경우도 있었을 것이다. 그러나 기독교인들은 학교 이외에선 교육을 받을 수가 없다는 딜레마에 직면해 있었다.
이교도적 교육을 시킬 것인가, 아니면 교육을 시키지 않을 것인가라는 딜레마에 직면하여 대부분의 기독교도는 자녀를 학교에 보내는 쪽을 택하였다. 서방 기독교 교회의 창건자인 테르툴리아누스는 철학자를 멍청이라고 부르고, 세속 문학을 ‘신을 우롱하는 것’이라고 폄훼했지만, 아이들을 교육하기 위해선 학교에 보내는 것 이외엔 다른 방법이 없다고 말하였다. 그의 저서 《우상숭배론》은 당시 기독교가 당면하고 있던 실제적 문제의 어려움에 대하여 흥미 있는 단서를 제공하고 있다. 테르툴리아누스의 말에 의하면 기독교인이 교사가 되는 것은 불가하다는 입장을 고수하고 있다. 왜냐하면 교사는 ‘지혜의 여신(미네르바)’를 찬양하는 축제에 참여하거나 계절에 따라 정해진 대로 ‘꽃의 여신’을 기리기 위하여 학교를 장식하는 따위의 일을 하지 않을 수 없기 때문이다. 만약 종교적 신념으로 인해 그러한 일들을 하지 않는다면 국가의 법에 어긋나는 범죄를 저지르는 것이다. 뿐만 아니라 문학을 가르치는 동안 교사는 학생에게 이교도의 신화에 등장하는 이야기를 들려주고 설명해주어야 한다. 이러한 것은 기독교인은 할 수 없는 일이라고 테르툴리아누스는 주장했다. 그러나 그의 주장처럼 기독교인이 교사가 되어 우상숭배를 해서는 안 된다면, 그것과 동일한 논거의 연장선으로서 기독교도 학생도 그러한 교사 밑에서 그러한 지식을 배워서는 안 된다. 그런데도 테르툴리아누스는 이러한 명백한 결론을 회피하고 있다. 오히려 아래와 같이 반문하고 있다.
| “ | 학교에 다니지 않고서 어떻게 인간의 지혜를 얻을 수 있으며 사고와 행위를 올바르게 이끌어 나갈 방법을 배울 수 있겠는가? 문학은 삶의 모든 일을 처리해 나가는 데에 필수불가결한 도구가 아닌가? | ” |

그러나 테르툴리아누스가 제시한 일종의 타협안이 효력을 발휘하기에는 상황이 너무나 한쪽으로 기울어 있었다. 기독교 교회 전체는 기성의 현실에 굴복하여 기독교도가 학교의 교사가 되는 것을 막지 못했고 세속의 학교와 기독교도 교사를 받아들이게 되었다.
그러나 알렉산드리아에서는 기독교와 기성의 이교도적 학교의 대립이 다른 지역과 다른 양상으로 나타났다. 알렉산드리아의 교리문답학교(Catechetical School)에서는 기독교와 이교도의 문화가 화해하는 경향이 나타났다. 범세계주의적인 경향을 띤 알렉산드리아에서 그리스·로마 신앙과 기독교 신앙의 대립은 기독교 신앙을 가진 학자들이 알렉산드리아의 전통적인 종교와 문화에 호의적인 입장을 보이면서 완화되었다. 클레멘스의 이에 대한 입장은 알렉산드리아 기독교의 아량과 관용이 최고조로 발휘된 경우를 잘 보여준다. 클레멘스에 의하면 복음은 기독교로 말미암아 돌연히 나타난 새로운 출발점이 아니라 헬레니즘과 유대교가 만나는 접합점이다. 그에 의하면, “진리의 강은 하나이지만, 여러 개의 작운 개울들은 이쪽저쪽에서 이 강으로 흘러들어온다.” 즉, 전 세계의 문명이 우상 숭배로 나아간 것은 사실이지만, 우상 숭배는 진리에 접근하기 위한 수치스러운 수단에 불과한 것이다. 이성의 열매는 무지와 관능에 사로잡혀 있는 사람들에게서가 아니라 헤라클레이토스, 소포클레스, 플라톤에서 찾아야 하며, 이러한 사람들에게는 학문이 곧 신에 대한 신앙이었던 것이다. 이는 유태인에게 율법이 정당성의 근거인 것과 같은 이치인 셈이다. 클레멘스는 그리스의 철학자들이 갖고 있던 가장 훌륭한 사고가 모두 모세의 오경에서 훔쳐 간 것이라는 터무니없는 주장을 하기는 했지만 그가 진정으로 하고자 했던 말은 철학은 ‘악마의 선물’이 아니라 “말씀”의 형태로 주어지는 신의 선물이라는 것이었다.
교리문답학교가 영향력과 세력을 갖게 된 것은 클레멘스와 같은 절충의 정신 속에서였다. 사실, 교리문답학교는 세례를 받으려고 준비하고 있는 예비 신자들을 교육하기 위한, 당시 로마 제국 내에서 흔히 볼 수 있는 기관이었다. 그러나 2세기 말경, 교리문답학교는 교육범위를 넓혀 남녀를 불문하고 모든 연령층을 대상으로 하게 되었고 종교적인 내용과 세속적인 학문을 함께 가르치는 학교가 되었다. 이러한 교리문답학교의 성격 변화에 크게 기여한 사람은 스토아 철학자였다가 기독교로 개종한 판태누스(Pantaenus), 클레멘스, 오리게네스가 있었다. 이 당시 교리문답학교의 교육내용은 오리게네스가 카이사레아에 세운 학교에 대한 기록에서 추론할 수 있다. 카이사레아 교리문답학교의 교육연한은 4년이었는데 1학년 때 문법과 논리학을 배우고, 2학년 때는 기하학, 물리학, 천문학을, 3학년 때는 윤리학에 국한된 철학을 기독교적 관점에서 비교 연구한 후, 4학년 때 성서를 세밀하게 연구하였다. 이러한 교육과정은 플라톤의 영향을 받았음을 보여준다.
교리문답학교가 당시 사회에 미친 영향은 막대했다. 교리문답학교를 통하여 기독교는 세계 문화 속에서 중요한 위치를 차지하게 되었으며, 그리스의 과학과 철학의 핵심이론을 교리 속에 포섭하였다. 그러나 로마 중심의 서방교회는 이러한 경향의 영향을 거의 받지 않았다. 서방 교회는 언제나 학문에 대해 불신하는 태도를 보였으며, 학교를 이단의 동의어로 간주하였다. 하지만 교리문답학교의 영향은 아우구스티누스와 같은 신학자들의 사상에 깊은 감명을 주어 교회와 세속적 학문세계를 연결시키는 데 도움이 되었고 고대의 문화가 중세로 넘어가도록 도왔다.
교리문답학교가 가장 직접적으로 영향을 미친 곳은 시리아를 중심으로 한 동방에서였다. 이곳에서는 알렉산드리아의 교리문답학교를 모방한 학교들이 곳곳에 생겨나서 일부는 알렉산드리아의 교리문답교사의 직접적인 지도아래 번창해 나갔다. 이 때문에 유럽이 학문의 암흑에 뒤덮인 시기에도 이 지역에서는 학문이 발전해 나갔다. 이와 관련하여 교육사적으로 흥미 있는 사실은 알렉산드리아에서 시작된 학교가 안티오케이아, 아데사(Adessa), 니시비스(Nisibis)의 네스토리아 학교(Nestorian School)로 연결되며 고대 그리스 학자들의 업적이 이슬람 학자들의 손에 넘어갔고 이것들이 12-13세기에 유럽으로 다시 넘어왔다는 것이다.

## 같이 보기
- 고대 그리스의 교육

## 참고 문헌
- 《교육학적 사유를 여는 교육의 철학과 역사》 : 정영근 외 3인 저, 문음사, 1999
- 《교육학적 사유를 여는 교육의 철학과 역사(증보개정판)》 : 정영근 외 3인 저, 문음사, 2010
- 《교육사개설》 : P. 몬로 저, 교육과학사, 1994
- 《서양고대의 교육사상》 : 성기산 저, 대은출판사, 1983
- 《서양교육사》 : 윌리엄 보이드, 교육과학사, 2008
- 《서양교육사 연구》 : 성기산 저, 문음사, 1993
- 《Geschichte der Pädagogik》 : A. Reble 저, Stuttgart University Press, 1967
- 《Orator Brutus》, Cicero.
- 《The History of Western Education》, William Boyd 저, Adam&Charles Black., 1921
- 《The History of Western Education(6th Edition)》, William Boyd 저, Adam&Charles Black., 1952
- 《The History of Western Education(7th and Enlarged Edition)》, William Boyd 저, Adam&Charles Black., 1964